# Anna Karina
Anna Karina (născută Hanne Karin Bayer; n. 22 septembrie 1940, Frederiksberg, Danemarca – d. 14 decembrie 2019, Paris, Franța) a fost o actriță, regizoare și scenaristă daneză cu cetățenie franceză, care și-a petrecut cea mai mare parte a vieții locuind și activând în Franța. Karina era ades recunoscută ca fiind „muza” regizorului francez Jean-Luc Godard,, unul din pionerii curentului Noul val francez. Printre colaborările sale cu Godard se numără filme ca Le Petit Soldat (1960), O femeie e o femeie (1961), A-și trăi viața (1962) și Alphaville (1965). Pentru rolul din O femeie e o femeie, actrița a fost premiată cu Ursul de aur pentru cea mai bună actriță în cadrul ediției a XI-a a Festivalului Internațional de Film de la Berlin.

## Filme
| An   | Titlu                                                                      | Rol                                      | Regizor                        |
| ---- | -------------------------------------------------------------------------- | ---------------------------------------- | ------------------------------ |
| 1960 | The Little Soldier                                                         | Veronica Dreyer                          | Jean-Luc Godard                |
| 1960 | A Woman Is a Woman                                                         | Angela Récamier                          | Jean-Luc Godard                |
| 1960 | Tonight or Never                                                           | Valérie                                  | Michel Deville                 |
| 1961 | Cleo de la 5 la 7 (Cléo de 5 à 7), episode "Les fiancés du pont Macdonald" | The Fiancée                              | Agnès Varda                    |
| 1961 | Sun in Your Eyes                                                           | Dagmar                                   | Jacques Bourdon                |
| 1961 | She'll Have to Go                                                          | Toni                                     | Robert Asher                   |
| 1962 | My Life to Live                                                            | Nana                                     | Jean-Luc Godard                |
| 1962 | Three Fables of Love (episodul "Le corbeau et le renard")                  | Colombe                                  | Hervé Bromberger               |
| 1962 | Șeherezada (Shéhérazade)                                                   | Shéhérazade                              | Pierre Gaspard-Huit            |
| 1963 | Sweet and Sour                                                             | Ginette                                  | Jacques Baratier               |
| 1963 | Un mari à un prix fixe                                                     | Béatrice Reinhoff                        | Claude de Givray               |
| 1964 | Circle of Love                                                             | Rose / The Chambermaid                   | Roger Vadim                    |
| 1964 | Band of Outsiders                                                          | Odile                                    | Jean-Luc Godard                |
| 1964 | All About Loving                                                           | Hélène                                   | Jean Aurel                     |
| 1964 | The Thief of Tibidabo                                                      | Maria                                    | Maurice Ronet                  |
| 1964 | The Camp Followers                                                         | Elenitza                                 | Valerio Zurlini                |
| 1965 | Pierrot nebunul (Pierrot le fou)                                           | Marianne Renoir                          | Jean-Luc Godard                |
| 1965 | Alphaville                                                                 | Natascha von Braun                       | Jean-Luc Godard                |
| 1966 | The Nun                                                                    | Suzanne Simonin                          | Jacques Rivette                |
| 1966 | Made in U.S.A.                                                             | Paula Nelson                             | Jean-Luc Godard                |
| 1966 | The Oldest Profession (episode "Anticipation")                             | Natasha / Eleanor Romeovich, Hostess 703 | Jean-Luc Godard                |
| 1967 | The Stranger                                                               | Marie Cardona                            | Luchino Visconti               |
| 1967 | Anna                                                                       | Anna                                     | Pierre Koralnik                |
| 1967 | Zärtliche Haie                                                             | Elena / Costa                            | Michel Deville                 |
| 1967 | Lamiel                                                                     | Lamiel                                   | Jean Aurel                     |
| 1968 | The Magus                                                                  | Anne                                     | Guy Green                      |
| 1968 | Before Winter Comes                                                        | Maria                                    | J. Lee Thompson                |
| 1968 | Man on Horseback                                                           | Elisabeth Kohlhaas                       | Volker Schlöndorff             |
| 1969 | Justine                                                                    | Melissa                                  | George Cukor and Joseph Strick |
| 1969 | Laughter in the Dark                                                       | Margot                                   | Tony Richardson                |
| 1969 | The Time to Die                                                            | The Young Girl                           | André Farwagi                  |
| 1970 | The Wedding Ring                                                           | Jeanne                                   | Christian de Chalonge          |
| 1971 | Rendezvous at Bray                                                         | She (The Waitress)                       | André Delvaux                  |
| 1971 | Carlos                                                                     | Clara                                    | Hans W. Geißendörfer           |
| 1972 | The Salzburg Connection                                                    | Anna Bryant                              | Lee H. Katzin                  |
| 1972 | Vivre ensemble                                                             | Julie Anderson                           | Anna Karina                    |
| 1973 | Morel's Invention                                                          | Faustine                                 | Emidio Greco                   |
| 1973 | Pâine și ciocolată                                                         | Elena                                    | Franco Brusati                 |
| 1975 | Scrambled Eggs                                                             | Clara Dutilleul                          | Joël Santoni                   |
| 1976 | The Musician Killer                                                        | Louise                                   | Benoît Jacquot                 |
| 1976 | Chinese Roulette                                                           | Irene Cartis                             | Rainer Werner Fassbinder       |
| 1978 | Surprise Sock                                                              | Nathalie                                 | Jean-François Davy             |
| 1978 | Just like Home                                                             | Anna                                     | Márta Mészáros                 |
| 1979 | The Story of a Mother                                                      | Christine Olsen                          | Claus Weeke                    |
| 1983 | Prietenul lui Vincent                                                      |                                          | Pierre Granier-Deferre         |
| 1984 | Ave Maria                                                                  | Berthe Granjeux                          | Jacques Richard                |
| 1985 | Treasure Island                                                            | The Mother                               | Raoul Ruiz                     |
| 1987 | The Abyss                                                                  | Catherine                                | André Delvaux                  |
| 1994 | Up, Down, Fragile                                                          | Sarah                                    | Jacques Rivette                |
| 2002 | The Truth About Charlie                                                    | Karina                                   | Jonathan Demme                 |
| 2003 | Eu, Cezar                                                                  | Gloria                                   | Richard Berry                  |
| 2008 | Victoria                                                                   | Victoria                                 | Anna Karina                    |